# Script of the Bridge
Script of the Bridge è il primo album in studio del gruppo post-punk inglese The Chameleons, pubblicato nel 1983.

## Tracce
Side 1
1. Don't Fall – 4:06
2. Here Today – 3:50
3. Monkeyland – 5:24
4. Second Skin – 6:50
5. Up the Down Escalator – 3:57
6. Less Than Human – 4:12

Side B
1. Pleasure and Pain – 5:11
2. Thursday's Child – 3:22
3. As High as You Can Go – 3:35
4. A Person Isn't Safe Anywhere These Days – 5:43
5. Paper Tigers – 4:16
6. View from a Hill – 6:41

## Formazione

### Gruppo
- Mark Burgess – basso, voce
- Dave Fielding – chitarra
- Reg Smithies – chitarra
- John Lever – batteria

### Altri musicisti
- Alistair Lewthwaite – tastiera